# ジェイン・プラント

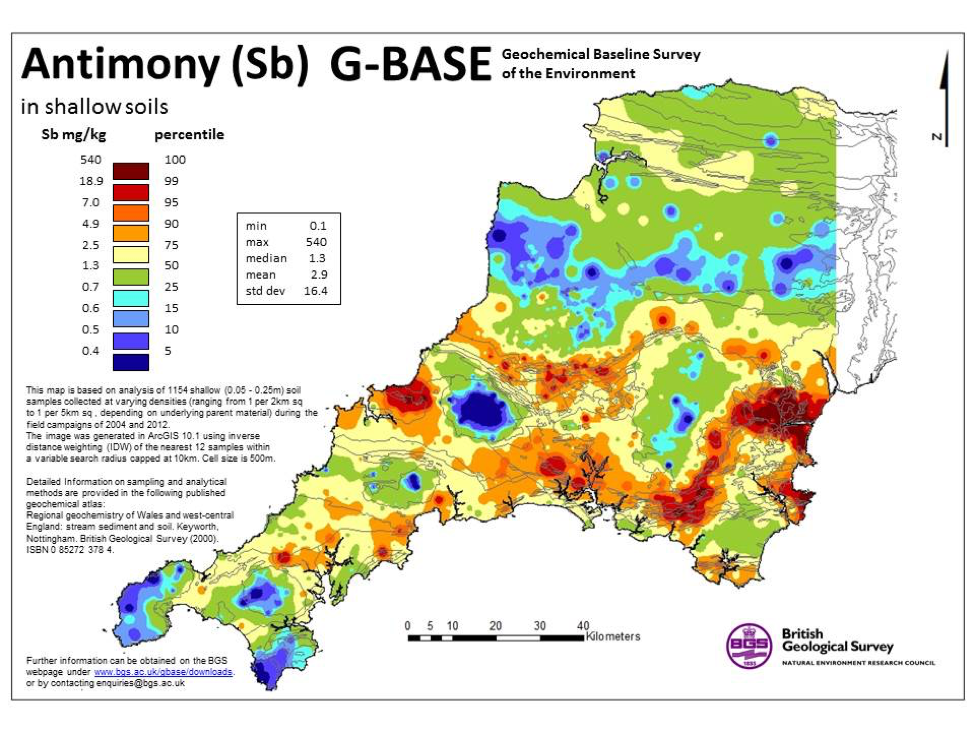
G-BASEで作成した地図の例。この地図は、様々な密度で採取された1154個の浅い（0.05 - 0.25 m）土壌サンプルの分析結果に基づいている。

ジェイン・アン・プラント CBE,FREng,FRSE,FRSA（英語: Jane Anne Plant、1945年2月1日 - 2016年3月4日）は、イギリスの地球化学者、科学者、作家。地球化学の調査や環境調査のパイオニアで、英国地質調査所主任研究者、インペリアル・カレッジ・ロンドン地球科学教授。
そのほか、鉱業・冶金施設（現・材料・鉱物・鉱業施設）では、理事をはじめ多くの業務に携わり、2001年から2002年まで女性初の鉱業冶金協会会長を務めた。彼女は6回、癌との診断を受け、乳製品と乳癌の関係について研究し、関連する本を数冊出版した。地球科学と産業界への貢献が認められ、1997年にCBEを授与された。2005年に主任研究員の職を退くまで、英国地質調査所の科学者であった。2016年3月4日に亡くなるまで、インペリアル・カレッジの地球化学の名誉教授を務めていた。
地球科学への貢献が認められ、1997年に大英帝国勲章を授与された。2005年に主任研究員の職を退くまで、英国地質調査所の科学者であった。2016年3月4日に亡くなるまで、インペリアル・カレッジの地球化学の名誉教授を務めていた。

## 初期の経歴
1945年2月1日、ダービーシャーのウッドヴィルで、商店を営む家に一人子として生まれた。 アシュビー・スクールで学び、1963年にリバプール大学へ進学した。地質学を専攻し、最優秀の成績で卒業し、その年の最優秀学位賞を受賞した。 

## 賞勲
- 2012年：王立工学アカデミーフェロー
- 2005年：英国王立医学協会ライフフェロー
- 2005年：レスター大学名誉博士号
- 2005年：キール大学 名誉科学博士号を取得
- 2004年：フィンランド、オーボ・アカデミー大学名誉博士
- 2003年：環境および地球科学へのサービスについてキングストン大学から名誉科学博士号を取得
- 2002年：エジンバラ王立協会フェロー
- 2001年：エクセター大学名誉博士号、地球科学へのサービス
- 2000年：ロイヤル・ソサエティ・オブ・アーツフェローシップ
- 1999年：ロンドン市フリーマン
- 1999年：社会の利益のための科学技術の応用に対する科学技術財団のキルゲルラン賞のロイド卿
- 1997年：地球科学への貢献による大英帝国勲章（司令官）
- 1997年：オープン大学名誉博士号（学術的および学術的区別のため）
- 1985年：ロンドン地質学会のマーチソン基金

## 出版物
- Your Life In Your Hands – Understanding, Preventing And Overcoming Breast Cancer by Jane Plant (2000)[16]
- The Plant Programme by Jane Plant and Gill Tidey (2001)
- Understanding, Preventing And Overcoming Osteoporosis by Jane Plant and Gill Tidey (2003)
- Prostate Cancer – Understand, Prevent And Overcome by Jane Plant (2004)
- Eating for Better Health: The Plant Programme by Jane Plant and Gill Tidey (2005)
- Beating Stress, Anxiety, and Depression by Jane Plant and Janet Stephenson (2008)
- Pollutants, Human health, and the Environment edited by Jane Plant, Nick Voulvoulis, and K. Vala Ragnarsdottir (2012)
- Beat Cancer: How to Regain Control of Your Health and Your Life by  ムスタファ・ジャムゴズ and Jane A. Plant (2014)

## 参照
- 女性科学者における年表